# 1610-ih
2. tisućljeće
◄ | 16. stoljeće | 17. stoljeće | 18. stoljeće | ►
◄ | 1580-ih | 1590-ih | 1600-ih | 1610-ih | 1620-ih | 1630-ih | 1640-ih | ►
1610. | 1611. | 1612. | 1613. | 1614. | 1615. | 1616. | 1617. | 1618. | 1619.

## Svjetska politika
- 1618. – počeo Tridesetogodišnji rat

## Vanjske poveznice
|  | Zajednički poslužitelj ima još gradiva o temi 1610-ih |